# Bisamberg
Bisamberg je městys v okrese Korneuburg v Dolních Rakousích na úpatí kopce Bisambergu s nadmořskou výškou 359 metrů.

## Geografie
Obec leží asi 5 kilometrů severovýchodně od Vídně ve Weinviertelu (vinné čtvrti) v Dolních Rakousích.
Výměra městyse je 10,71 kilometrů čtverečních 24,43 % plochy je zalesněno.

### Členění obce
Městys sestává z katastrálních území:
- Bisambreg
- Klein-Engersdorf

## Historie
Bisamberg byl povýšen na městys v roce 1982. S platností od 1. ledna 1970 byly až do té doby samostatné obce Klein-Engersdorf a Bisamberg spojeny v jednu obec.

## Pamětihodnosti
- Zámek Bisamberg: zámek je postavený v renesančním slohu a roku 1640 přešel do vlastnictví rodu z Abenspergu na Traunu. V roce 1961 byl zámek prodán jednomu továrníkovi. Dnes je v soukromém vlastnictví.

## Hospodářství a infrastruktura

### Doprava
Bisamberg leží na podunajské dálnici (A22).
Bisamberg je dostupný severozápadní dráhou a vídeňskou rychlodráhou "S-Bahn".

### Sídla firem
- Významným závodem je firma Franze Blahu "Büromöbel" (kancelářský nábytek). * Další velkou firmou je "CSC Pharmaceuticals, Servisní firma "Bauservice" a firma "ODECON System Electric"
- Zvláštní pozornost je věnována vinařství a hojnému rozšíření "Heurigen" (pod víchou) Každoročně v 1. neděli po popeleční středě pořádají Bisambergerští a Klein-Engersdorferští vinaři tradiční Bisambergerské "Weinkosty" (chutnání vína) ve výstavní hale na zámku Bisamberg.

## Volný čas a sport
- V Bisambergu jsou lázně Floriana-Berndla. Je tu plavecký bazén odpovídající parametrům mezinárodních soutěží, velký bazén a brouzdaliště pro děti. Mimo toho je tu několik skluzavek pro zábavu lázeňských hostů.
- Již po několik let je možnost využití noční zábavy. Tento noční podnik má také v programu "Weinviertelské závody v běhu s pohárem" jsou pro zábavu rok od roku ve větší oblíbenosti.

## Osobnosti

### Významní rodáci
- Ladislaus Kmoch (1897–1971) – karikaturista, komický kreslíř a znalec domova
- Georg Franz Koller (1905–1976) – umělec a básník domova
- Manfred Kmoch (1925–1979) – znalec domova

### Přátelé obce
- Lukas Resetarits (*1947) – kabaretiér a herec, bydlí v Bisambergu
- Céline Roscheck (*1983) – rakouská hudebnice a modelka